# Лауцако (Удине)
Лауцако је насеље у Италији у округу Удине, региону Фурланија-Јулијска крајина.
Према процени из 2011. у насељу је живело 1122 становника. Насеље се налази на надморској висини од 60 м.